# Суя, Флора
Флора Суя (англ. Flora Suya; род. XX век) — малавийская актриса. В 2010 и 2012 годах была номинирована на звание лучшей актрисы на 6-й и 9-й церемониях вручения премии Африканской киноакадемии.

## Карьера
В 2010 году сыграла главную роль в фильме «Времена года», в котором рассказывается о судьбе африканской горничной, подвергшейся сексуальному насилию со стороны своего босса, который затем отказывает ей в опеке над её ребёнком. За эту роль она была номинирована Африканской киноакадемией на получение звания лучшей актрисы Африки. В 2013 году снялась в фильме «Последняя рыбацкая лодка», где сыграла роль объекта любовного интереса туристки и жены полигамного мужчины, за эту роль во второй раз была номинирована на звание лучшей актрисы Африки.
В 2014 году сыграла в замбийском фильме «Ченда», в котором рассказывается о проблемах, которые переживают бесплодные женщины, и о негативной реакции африканских мужчин на это заболевание. Фильм вышел на экраны в 2015 году.
В 2016 году фильм с её участием «История моей матери» был представлен одним из первых на Фестивале африканского кино в Кремниевой долине в США. Этот фильм рассказывает о страданиях, которые переживают женщины, чтобы обезопасить свой дом без помощи мужа. В фильме она играет Тадалу, мать-одиночку, живущую в африканском обществе с учётом гендерных и культурных особенностей.